# Liste de festivals de courts métrages
 (juillet 2023).
La mise en forme du texte ne suit pas les recommandations de Wikipédia : il faut le « wikifier ».
Les points d'amélioration suivants sont les cas les plus fréquents. Le détail des points à revoir est peut-être précisé sur la page de discussion.
- Les titres sont pré-formatés par le logiciel. Ils ne sont ni en capitales, ni en gras.
- Le texte ne doit pas être écrit en capitales (les noms de famille non plus), ni en gras, ni en italique, ni en « petit »…
- Le gras n'est utilisé que pour surligner le titre de l'article dans l'introduction, une seule fois.
- L'italique est rarement utilisé : mots en langue étrangère, titres d'œuvres, noms de bateaux, etc.
- Les citations ne sont pas en italique mais en corps de texte normal. Elles sont entourées par des guillemets français : « et ».
- Les listes à puces sont à éviter, des paragraphes rédigés étant largement préférés. Les tableaux sont à réserver à la présentation de données structurées (résultats, etc.).
- Les appels de note de bas de page (petits chiffres en exposant, introduits par l'outil «  Source ») sont à placer entre la fin de phrase et le point final[comme ça].
- Les liens internes (vers d'autres articles de Wikipédia) sont à choisir avec parcimonie. Créez des liens vers des articles approfondissant le sujet. Les termes génériques sans rapport avec le sujet sont à éviter, ainsi que les répétitions de liens vers un même terme.
- Les liens externes sont à placer uniquement dans une section « Liens externes », à la fin de l'article. Ces liens sont à choisir avec parcimonie suivant les règles définies. Si un lien sert de source à l'article, son insertion dans le texte est à faire par les notes de bas de page.
- La présentation des références doit suivre les conventions bibliographiques. Il est recommandé d'utiliser les modèles {{Ouvrage}}, {{Chapitre}}, {{Article}}, {{Lien web}} et/ou {{Bibliographie}}. Le mode d'édition visuel peut mettre en forme automatiquement les références.
- Insérer une infobox (cadre d'informations à droite) n'est pas obligatoire pour parachever la mise en page.

Pour une aide détaillée, merci de consulter Aide:Wikification.
Si vous pensez que ces points ont été résolus, vous pouvez retirer ce bandeau et améliorer la mise en forme d'un autre article.
Liste des festivals de courts métrages, classés par continent et par pays.
Pour les longs métrages, consulter la liste de festivals de cinéma.

## Afrique

### Afrique du Sud
| Nom                                      | Catégorie + Sélection Internationale (O/N) | Année de création | Ville  | Type et détails                                       |
| ---------------------------------------- | ------------------------------------------ | ----------------- | ------ | ----------------------------------------------------- |
| Festival international du film de Durban |                                            | 1979              | Durban | Court - Documentaire - Principalement films africains |

### Maroc
| Nom                                                                       | Catégorie + Sélection Internationale (O/N) | Année de création | Ville           | Type et détails                                                       |
| ------------------------------------------------------------------------- | ------------------------------------------ | ----------------- | --------------- | --------------------------------------------------------------------- |
| Festival du monde arabe du court métrage Azrou-Ifrane                     |                                            | 1998              | Azrou et Ifrane |                                                                       |
| Festival du court métrage méditerranéen de Tanger                         |                                            | 2002              | Tanger          |                                                                       |
| Festival du court métrage marocain de Rabat                               |                                            | 2010              | Rabat           |                                                                       |
| Festival d'Oujda du court métrage                                         |                                            | 2012              | Oujda           | Court                                                                 |
| Festival International de Taroudannt du court métrage primé du grand prix |                                            | 2016              | Taroudannt      | concerne les courts métrages primés du grand prix au cours de l'année |
| Festival International Cinéma Méditerranéen Tétouan                       |                                            | 1985              | Tétouan         | Long - Court - Documentaire                                           |

### Tunisie
| Nom                              | Catégorie + Sélection Internationale (O/N) | Année de création | Ville  | Type et détails |
| -------------------------------- | ------------------------------------------ | ----------------- | ------ | --------------- |
| Festival du Court au Kef (FCKEF) |                                            | 2016              | Le Kef |                 |

## Amérique du Nord

### Canada
| Nom                                                                     | Catégorie + Sélection Internationale (O/N) | Année de création | Ville              | Type et détails                                           |
| ----------------------------------------------------------------------- | ------------------------------------------ | ----------------- | ------------------ | --------------------------------------------------------- |
| Cabbagetown Short Film Festival                                         |                                            | 1992              | Toronto            |                                                           |
| Dérapage                                                                |                                            | 2000              | Montréal           | Courts métrages non narratifs                             |
| Proje(c)t Y                                                             |                                            | 1997              | Montréal           | Court                                                     |
| Calgary International Film Festival                                     | (CNC=2; Oscar=Selec) (O)                   |                   | Calgary            | Court, long                                               |
| Edmonton International Film Festival                                    | (CNC = 2; Oscar=Selec) (O)                 |                   | Edmonton           | Court, long, animation                                    |
| Festival du cinéma international en Abitibi-Temiscamingue               | (CNC=1;Oscar=No Selec) (O)                 |                   | Rouyn-Noranda      | Court, long                                               |
| Festival Courts d'un soir                                               |                                            | 2017              | Montréal           | Court : fiction, animation, documentaire & clips musicaux |
| Festival de courts métrages de Boucherville                             | (CNC=2; Oscar= No Selec)                   | 2011              | Boucherville       | Court                                                     |
| Festival international d'animation d'Ottawa                             | (CNC=1; Oscar=Selec) (O)                   |                   | Ottawa             | Animation, court, long                                    |
| Festival Fantasia                                                       |                                            | 1996              | Montréal           | Court, long, animation                                    |
| Festival du film étudiant de Québec                                     |                                            | 2003              | Québec             | Court: fiction, documentaire, animation et expérimental   |
| Festival des films du monde                                             | (CNC=1; Oscar=Selec) (O)                   |                   | Montréal           | Court, long                                               |
| Festival du nouveau cinéma                                              | (CNC=1; Oscar=Selec) (O)                   |                   | Montréal           | Court, long                                               |
| Longue vue sur le court                                                 |                                            | 2014              | Montréal           | Court: fiction, documentaire, animation et expérimental   |
| Festival international du court-métrage de l'Outaouais                  | (CNC=2; Oscar = No Selec)                  | 2013              | Gatineau et Ottawa | Court                                                     |
| Festival regard sur le court métrage au Saguenay                        | (CNC=1; Oscar= No Selec)                   | 1995              | Saguenay           | Court                                                     |
| Toronto International Film Festival                                     |                                            | 1976              | Toronto            | Court, Enfants                                            |
| Les Sommets du cinéma d'animation                                       |                                            | 2002              | Montréal           | Animation, courts, longs                                  |
| FICMAN (Festival International de Courts-Métrages d'Auteur et Narratif) |                                            | 2017              | Sainte-Barbe       | Court                                                     |

### États-Unis
| Nom                                                    | Catégorie + Sélection Internationale (O/N) | Année de création | Ville         | Type et détails              |
| ------------------------------------------------------ | ------------------------------------------ | ----------------- | ------------- | ---------------------------- |
| Festival du film indépendant d’Aspen - Aspen Shortfeet | ( CNC = 1; Oscar=Selec) (O)                |                   | Aspen         | Court-Animation              |
| Afifest                                                | ( CNC =2; Oscar =Selec) (O)                | 1957              | Los Angeles   | Court & Long                 |
| ANN ARBOR film festival                                | ( CNC = 2; Oscar = Selec) (O)              |                   | ANN ARBORD    | Court                        |
| Atlanta Film Festival                                  | (CNC=2; Oscar=Selec) (O)                   |                   | Atlanta       | Court                        |
| Brooklyn Film Festival                                 |                                            | 2011              | Brooklyn      | Documentaire, Court, Enfants |
| Chicago Film Festival                                  |                                            | 1964              | Chicago       | Films longs & courts         |
| Dakota Digital Film Festival                           |                                            | 2011              | Bismarck      | 31 mars 2017                 |
| Macon Film festival                                    |                                            | 2004              | Macon         | Films indépendants           |
| Palm Springs Film Festival                             |                                            | 2014              | Palm Springs  | Court                        |
| Petaluma Film Festival                                 |                                            | 2008              | Petaluma      | Court                        |
| San Diego Latino Festival                              |                                            | 1994              | San Diego     | Films d'Amérique Latine      |
| Santa Barbara International Film Festival (SBIFF)      |                                            | 2014              | Santa Barbara | Long & Court                 |
| Traverse City Film Festival                            |                                            | 2005              | Traverse City | Court - Enfants              |
| Tribeca Film Festival                                  |                                            | 2001              | New York      | Long & Documentaire          |
| NewFilmmakersNY                                        |                                            |                   | New York      | Court                        |

## Amérique du Sud

### Argentine
- Córdoba :
  - Festival international d'animation de Córdoba – ANIMA

### Colombie
| Nom                                  | Catégorie + Sélection Internationale (O/N) | Année de création | Ville    | Type et détails          |
| ------------------------------------ | ------------------------------------------ | ----------------- | -------- | ------------------------ |
| Edmonton international Film Festival | ( CNC = 2; Oscar=Selec) (O)                |                   | Edmonton | Court & Long & Animation |

## Asie

### Japon
| Nom                                              | Catégorie + Sélection Internationale (O/N) | Année de création | Ville | Type et détails  |
| ------------------------------------------------ | ------------------------------------------ | ----------------- | ----- | ---------------- |
| Shorts shorts film festival & Asia (SSFF & ASIA) |                                            | 1999              | Tokyo | Court, Animation |

## Océanie

### Vanuatu
| Nom                                                                       | Catégorie + Sélection Internationale (O/N) | Année de création | Ville | Type et détails                          |
| ------------------------------------------------------------------------- | ------------------------------------------ | ----------------- | ----- | ---------------------------------------- |
| Festival du film très court du Vanuatu (Vanuatu Very Short Film Festival) |                                            | Port-Vila         | 2007  | Pour les films de moins de trois minutes |